# Старое Кадеево
 Старое Кадеево  (тат. Иске Кади) — село в Черемшанском районе Татарстана. Административный центр  Старокадеевского сельского поселения.

## География
Находится на реке Сульча, в 25 км к северо-западу от села Черемшан.

## История
Основано в 1701 году. Упоминалось также как Тридцать Дубов. 
В XVIII — первой половине XIX века жители относились к сословию государственных крестьян. Занимались земледелием (в начале XX века земельный надел сельской общины составлял 2854,6 десятины), разведением скота. 
В «Списке населенных мест по сведениям 1859 года», изданном в 1866 году, населённый пункт упомянут как казённая деревня Старая Кадеева 1-го стана Чистопольского уезда Казанской губернии. Располагалась при речке Киязле, по правую сторону торгового тракта из Чистополя в Бугульму, в 100 верстах от уездного города Чистополя и в 41 версте от становой квартиры в казённом пригороде Новошешминске. В деревне в 213 дворах жили 1197 человек (583 мужчины и 614 женщин). Была мечеть.
По сведениям переписи 1897 года, в деревне Старое Кадеево Чистопольского уезда Казанской губернии жили 1923 человека (937 мужчин и 986 женщин), из них 1912 мусульман.
В начале XX века здесь были 3 мечети и медресе, 1 мануфактурная и 5 мелочных лавок.
До 1920 года село входило в Кутушскую волость Чистопольского уезда Казанской губернии. С 1920 года в составе Чистопольского кантона ТАССР. С 10.08.1930 в Первомайском, с 01.02.1963 в Октябрьском, с 12.01.1965 в Черемшанском районах.

## Население
Постоянных жителей было: в 1782 — 101 душа мужcкого пола, в 1859 — 1197, в 1897 — 1980, в 1908 — 2063, в 1920 — 2278, в 1926 — 1540, в 1949 — 1106, в 1958 — 1203, в 1970 — 1416, в 1979 — 1232, в 1989 — 804, в 2002 — 708 (татары 100%), в 2008 — 602, в 2010 — 633.

## Экономика
Полеводство, скотоводство.

## Инфраструктура
Средняя школа, дом культуры, библиотека.

## Религия
2 мечети.